# Monestir de Cañas

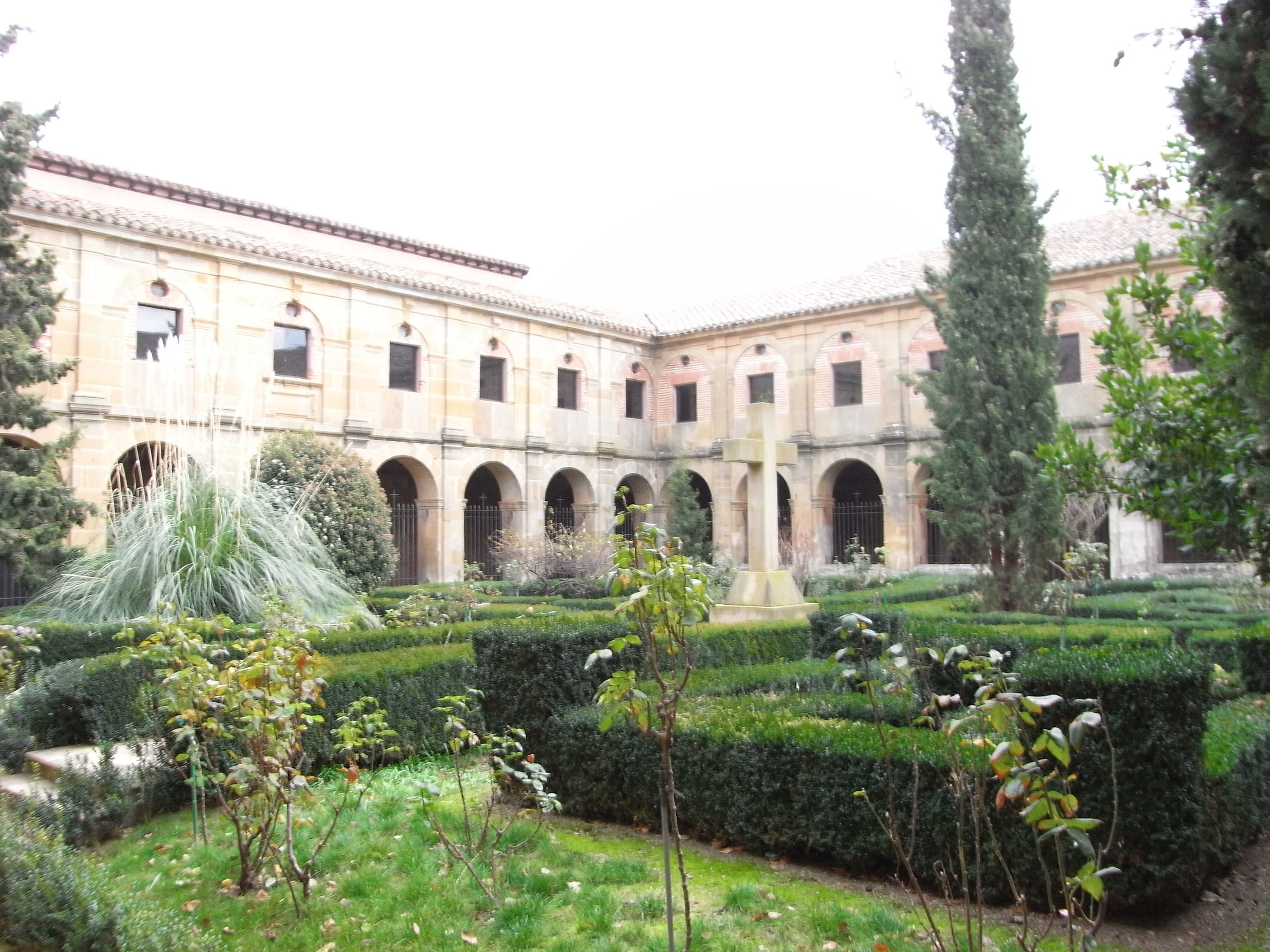
El monestir de Cañas

El monestir de Santa Maria de San Salvador de Cañas és una abadia femenina de l'orde del Cister situada al municipi de Cañas, la Rioja (Espanya). Fou declarat Monumento Nacional el 1943 i des de llavors s'hi han fet diverses campanyes de restauració.

## Història

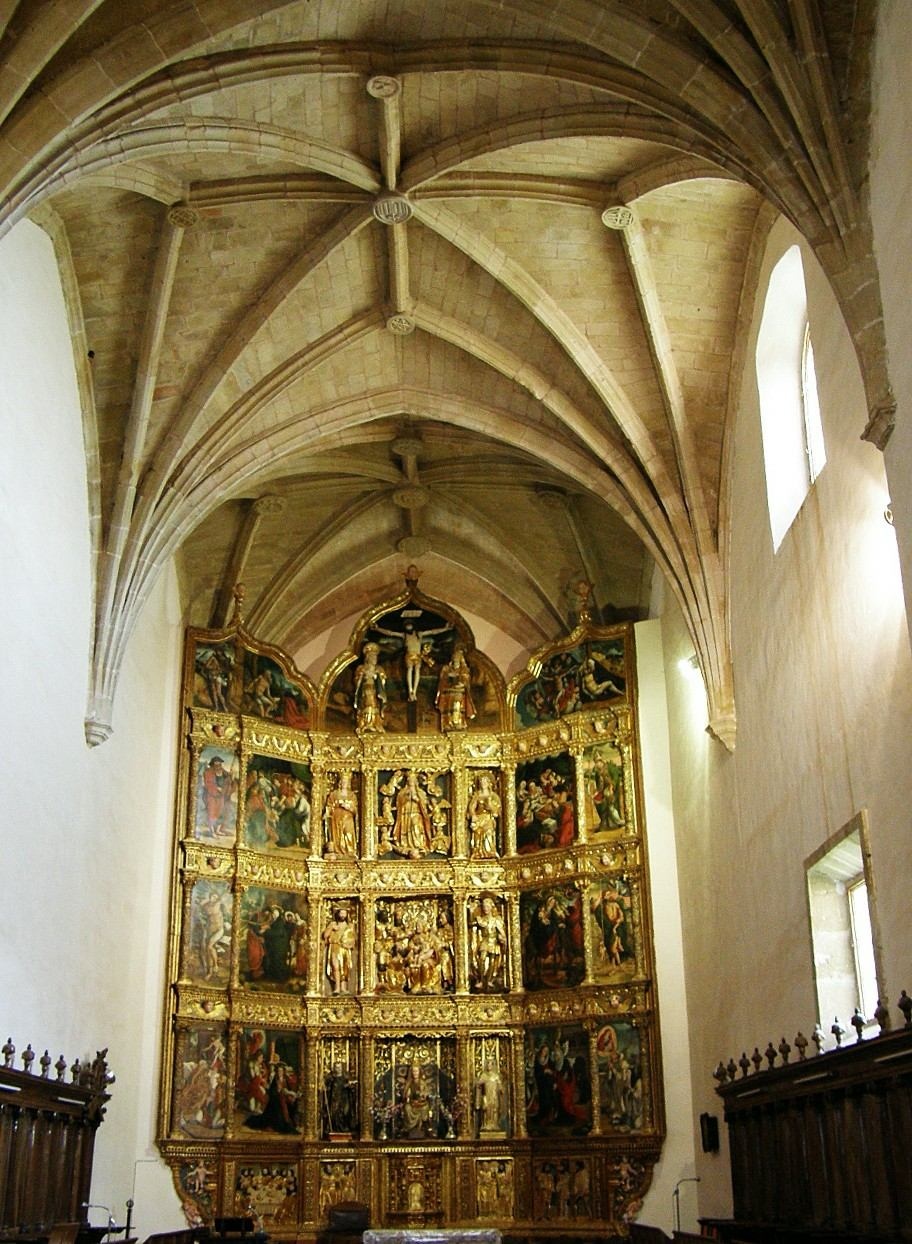
Retaule major

El monestir fou fundat inicialment en un altre lloc i conegut amb el nom de Santa Maria de Hayuela, proper a Santo Domingo de la Calzada. El seu impulsor fou Lope Díaz de Haro, el qual el 1169, en va fer donació a l'orde del cister, això fa pensar que el monestir ja existia anteriorment i que Lope Díaz només el va vincular al cister. L'any següent el mateix personatge va fer donació a les monges d'unes terres a Cañas amb la finalitat de traslladar-hi el monestir. Va passar a ser conegut amb el nom de Santa Maria de Cañas, però posteriorment es va anomenar Santa Maria de San Salvador de Cañas, potser per diferenciar-se d'una altra comunitat amb el nom de Santa Maria.
El 1171, un any després de la mort de Lope Díaz de Haro, la seva esposa Aldonza Ruiz de Castro va ingressar al monestir. Una neta dels fundadors, Urraca Díaz de Haro, que hi havia ingressat en quedar vídua i en va ésser designada abadessa el 1225. Aquest personatge fou una important impulsora del monestir gràcies a les seves influències, aconseguint importants donacions per a la comunitat, com la que va fer la seva neboda Mencía, reina consort de Portugal. Durant el seu abadiat va portar a terme obres importants, com ara la capçalera de l'església i la sala capitular. Va morir el 1262 i hom la venera com a beata; se'n conserva el sepulcre a la sala capitular.

## Els edificis

### L'església
Es tracta d'un edifici de nau única amb transsepte. La nau central queda rematada per un profund presbiteri que conforma l'absis central, il·luminat per amplis finestrals gòtics situats ens dos nivells. Als seus costats es troben dos absis més, oberts al creuer. Aquesta església es va aixecar en dues etapes, la primera que comprèn la capçalera i el creuer, és de l'època de la Beata Urraca, és a dir, del segle xiii. A la segona etapa es va aixecar la nau, ja al segle xvi, en època de l'abadessa Isabel Téllez (1481-1514).
L'església guarda un valuós retaule, de l'època de l'abadiat de Leonor de Osorio (1523-1570), quan es va acabar la nau. Aquest Retaule major és de grans dimensions; té cinc pisos d'alçada (predel·la, tres pisos iguals i l'àtic) i set carrers. S'hi combina la pintura amb altres compartiments esculpits. Aquest retaule estava situat a l'absis principal, però en 1975 es va traslladar per deixar visibles els finestrals gòtics. També s'hi guarda un valuós Crist gòtic del segle xiv, una imatge gòtica de la Mare de Déu de Cañas, del segle xiii i el cadirat del cor del segle xvi, ara modificat tant pel que fa a la seva composició i situació.

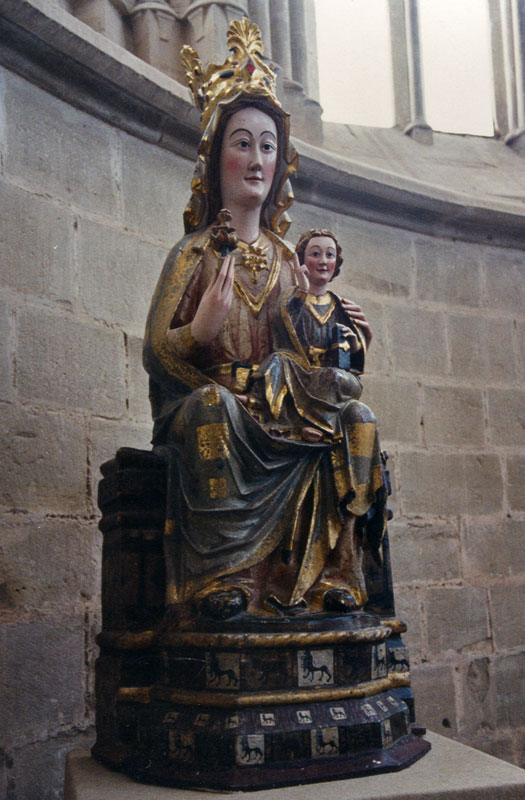
Mare de Déu de Cañas
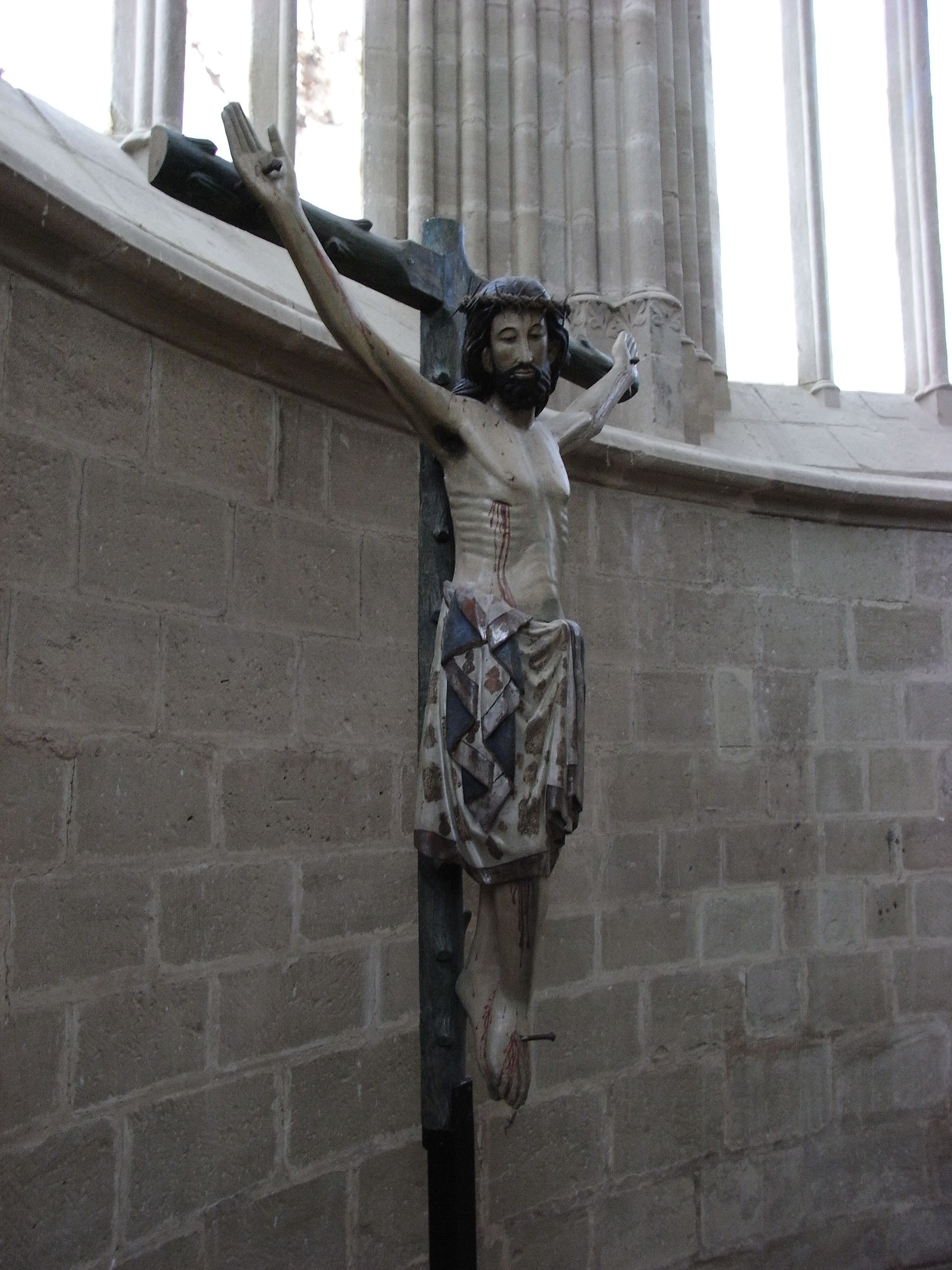
Crist gòtic

### Nau lateral
És una nau situada entre l'església i el claustre. Comunica amb el transsepte però és independent de la nau central. S'hi conserva un valuós conjunt de retaules menors.

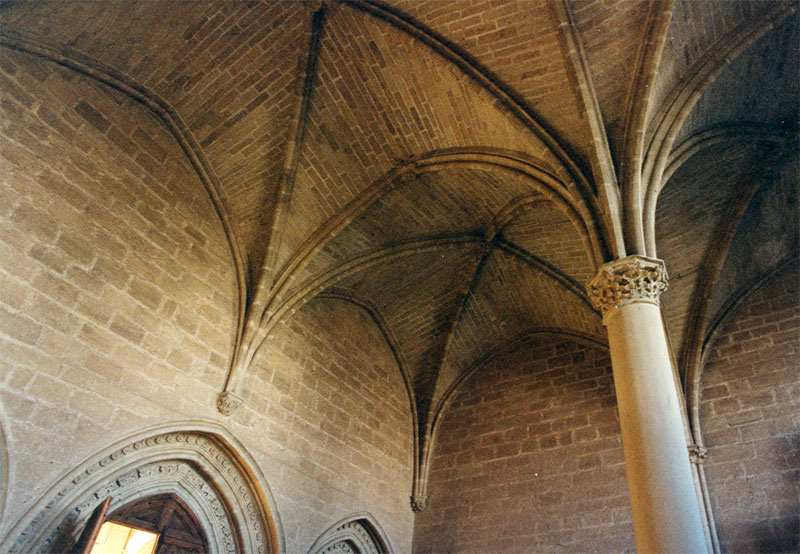
La sala capitular

### Sala capitular
És de l'època de la beata Urraca de Cañas, una bella sala quadrada amb un únic pilar central d'on arrenquen els nervis de la volta. Al seu interior hi ha una museu amb diverses peces i relíquies del monestir. De ben segur la més important és el Sepulcre de la Beata Urraca, morta el 1262, integrat pet una caixa decorada amb relleus i una tapa amb el jacent de la beata.

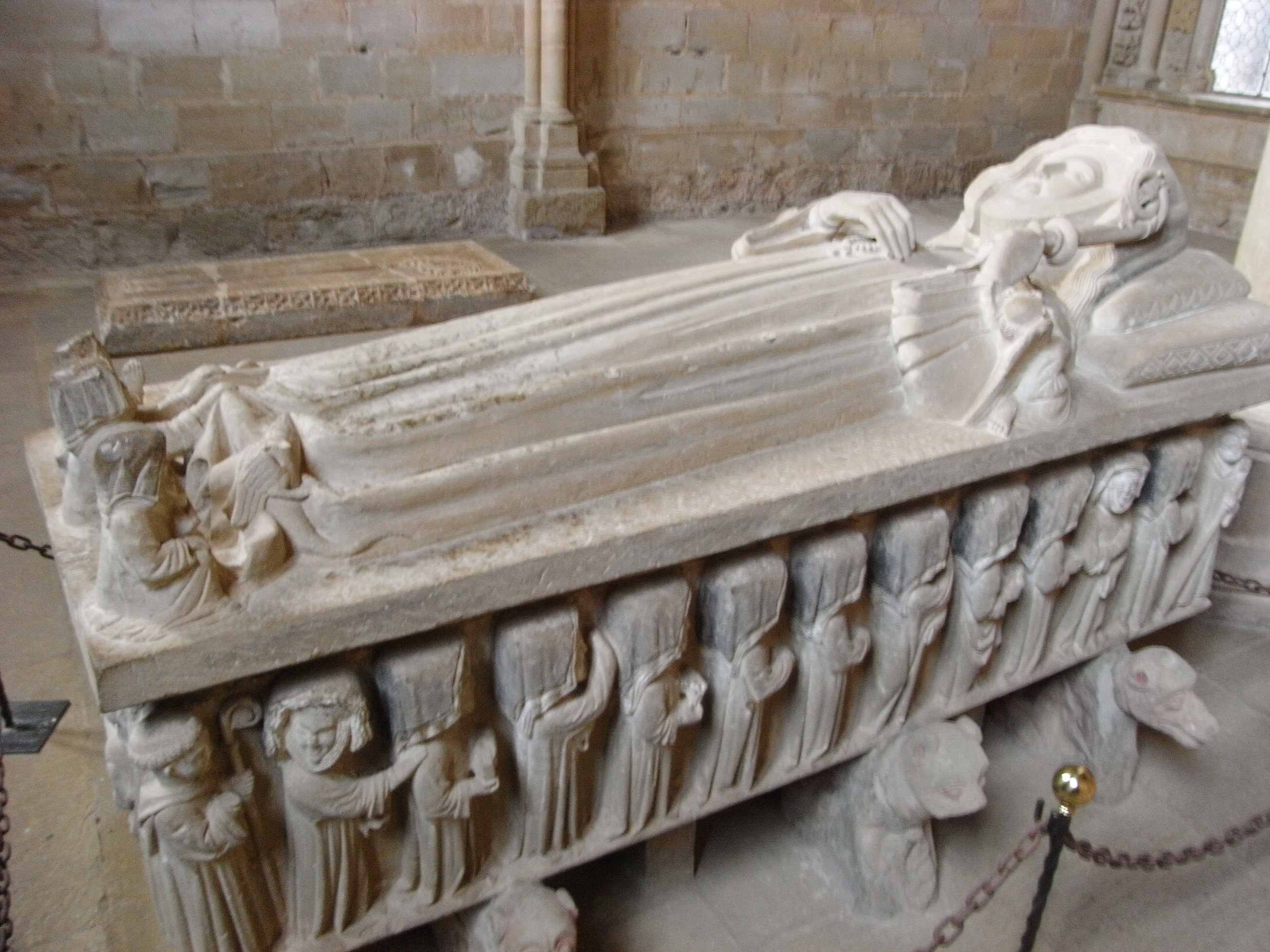
Sepulcre de la Beata Urraca

### Claustre
La porta que comunica l'església amb el claustre és un bell exemplar gòtic. El claustre és de grans dimensions i més recent, es va aixecar entre els segles xvii i XVIII:

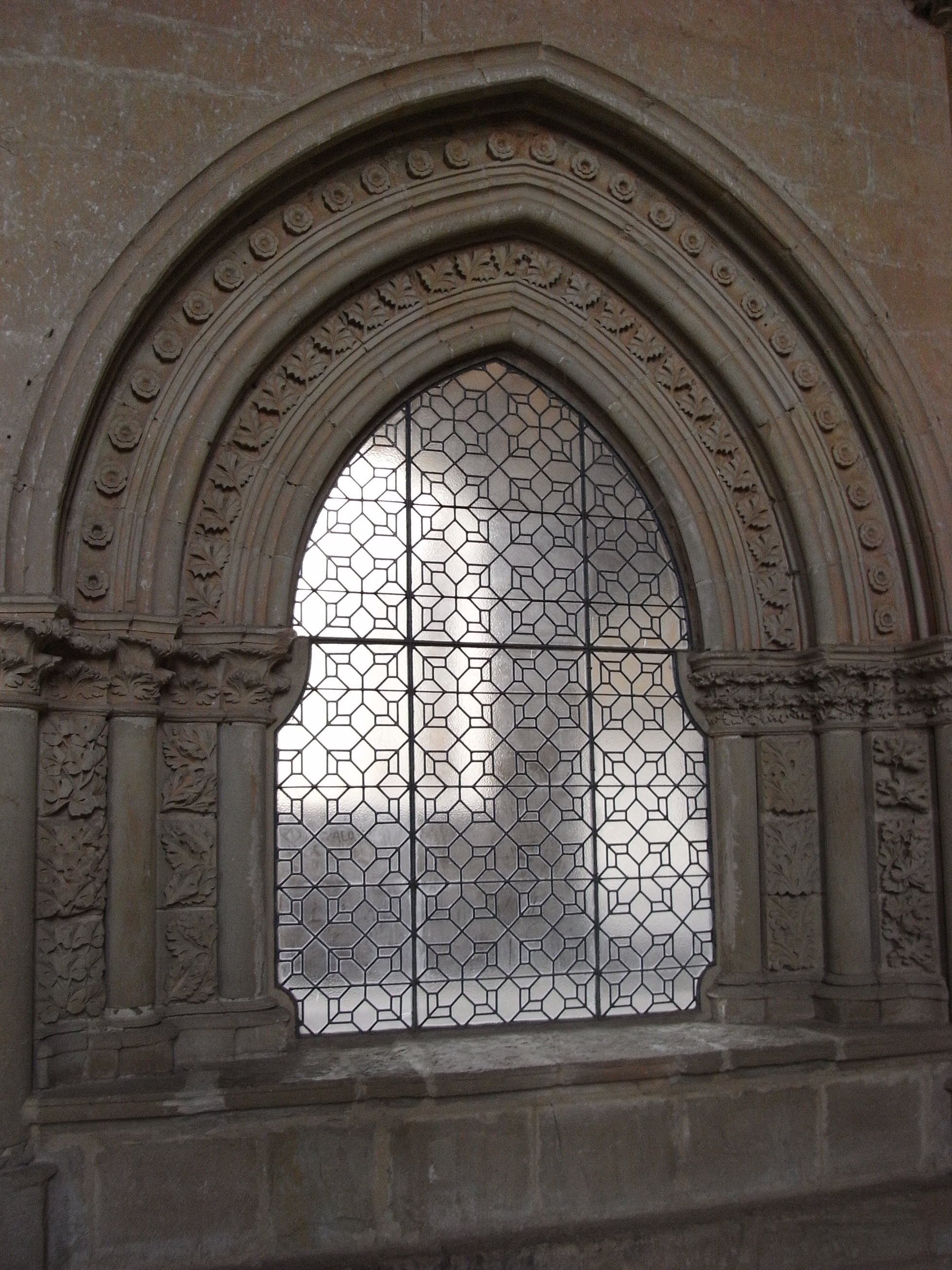
Finestral de la sala capitular
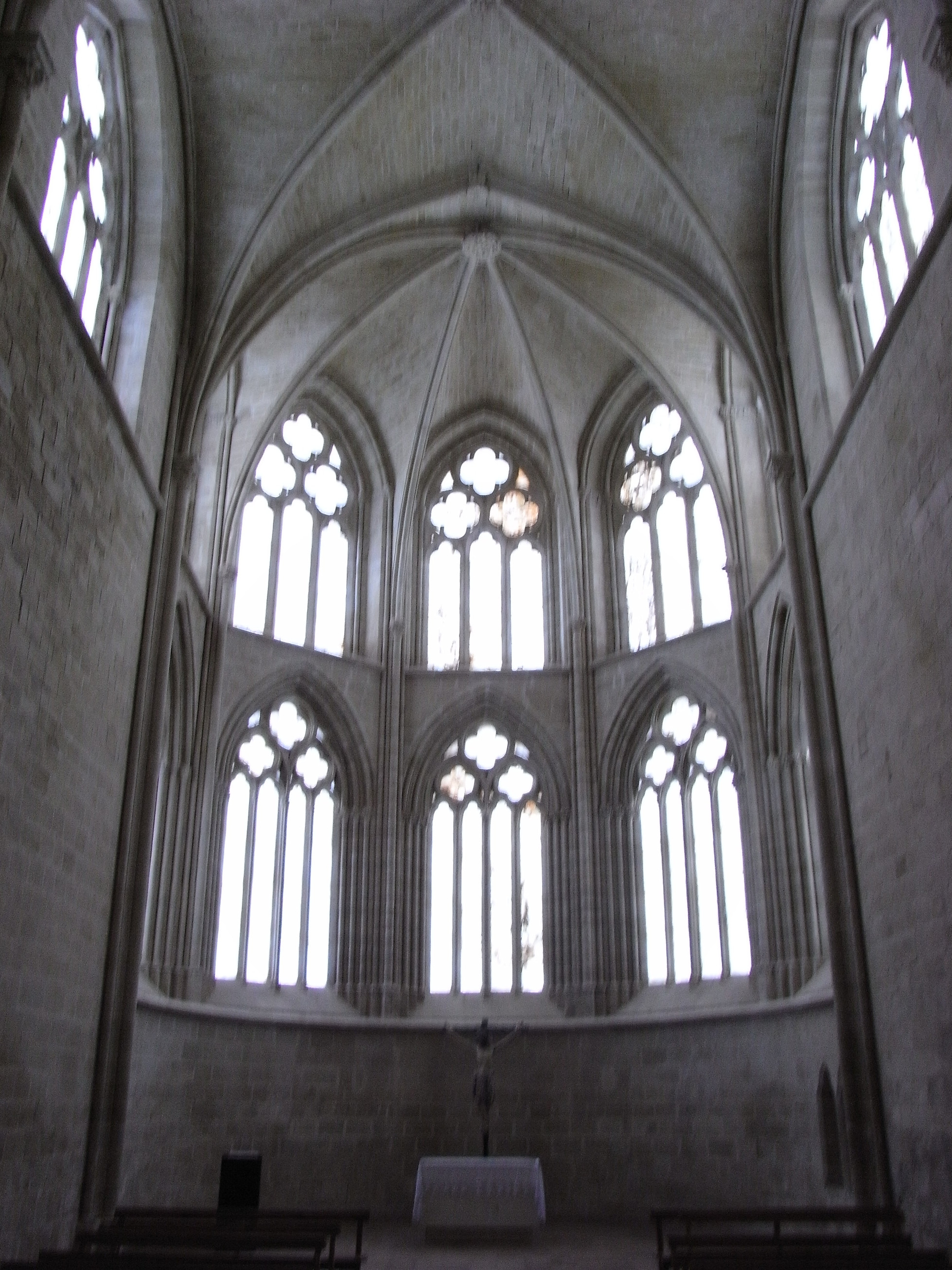
L'absis principal